# Čapka
Čapka je prvotno tatarsko pokrivalo s ploščatim kvadratnim zgornjim delom, ki je najbolj zaslovelo s poljskimi konjeniki iz 19. stoletja. Kasneje so čapkam dodajali še različne dodatke (peresa, rozete ...), kar jim je počasi spremenilo vlogo v paradni dodatek uniformam.
Potem ko je Napoleon vključil v sestavo svojih oboroženih sil tudi poljske konjenike, se je z njimi po Evropi razširila tudi čapka kot pokrivalo ulancev in drugih sorodnih konjenikov. Čapko oz. njej podobna pokrivala so tako uporabljali v Franciji, Prusiji/Nemčiji, Avstriji, na Portugalskem, v Belgiji, Rusiji, Združenem kraljestvu,...